# Élections sénatoriales tchèques de 2024
Les élections sénatoriales tchèques de 2024 ont lieu les 20 et 21 septembre 2024 pour le 1er tour puis le 27 et 28 septembre pour le 2e tour afin de renouveler un tiers du Sénat de Tchéquie. Des élections régionales ont lieu en même temps que le premier tour.
Les résultats sont une victoire en termes de suffrages pour le parti populiste ANO 2011 d'Andrej Babiš qui remporte des sénatoriales pour la première fois de son histoire. La coalition SPOLU du président du gouvernement Petr Fiala conserve sa majorité relative au Sénat, malgré une légère baisse en nombre de sièges.

## Système électoral
- Circonscriptions en jeux pour les élections de 2024.

Circonscriptions en jeux pour les élections de 2024.

Le Sénat est la chambre haute du parlement bicaméral tchèque. Il est composé de 81 sièges renouvelés par tiers tous les deux ans, les sénateurs étant élus pour un mandat de 6 ans au scrutin uninominal majoritaire à deux tours. Les candidats, âgés d'au minimum quarante ans, de nationalité tchèque et disposant de leurs droits civiques doivent réunir la majorité absolue au premier tour ou, à défaut, obtenir le plus de voix lors d'un second tour organisé six jours plus tard entre les deux candidats arrivés en tête au premier.

## Analyse
À l'issue du premier tour, 19 des candidats d'ANO 2011 se qualifient pour le second tour, tandis que deux autres sont directement élus, ainsi qu'un candidat de la KDU-ČSL, un de TOP 09 et un de la Social-démocratie. Au total, vingt-deux sièges restent à pourvoir au second tour,.
Le second tour voit le parti ANO 2011 de l'ancien président du gouvernement Andrej Babiš arrivé en tête des suffrages et remporter huit sièges supplémentaires sur les vingt-sept à pourvoir, permettant ainsi au parti de porter le total de ses membres à 12 au Sénat. Ce résultat est le meilleur de l'histoire lors des élections sénatoriales pour ANO depuis sa fondation. La coalition gouvernementale SPOLU du président du gouvernement Petr Fiala conserve cependant sa majorité relative avec 37 sièges au total.